# Walc cesarski
Kaiser-Walzer op. 437 – walc wiedeński napisany w 1889 roku przez Johann Straussa II dedykowany Cesarzowi Austrii Franciszkowi Józefowi I.

## Historia
Wojna prusko-austriacka spowodowała, że relację między Wilhelm I Hohenzollernem a Franciszkiem Józefem były chłodne (chociaż w 1879 podpisano dwuprzymierze, które było gestem zgody na powstanie Cesarstwa Niemieckiego). Jednak inne podejście do Austrii miał Cesarz Wilhelm II Hohenzollern. Walc miał być symbolicznym toastem przyjaźni między cesarzami. Stąd jego nazwa.